# تاوولیا
تاوولیا (به ایتالیایی: Tavullia) یک کومونه در ایتالیا است که در استان پزارو و اوربینو واقع شده‌است. تاوولیا ۴۲ کیلومتر مربع مساحت و ۷٬۱۸۰ نفر جمعیت دارد و ۱۷۰ متر بالاتر از سطح دریا واقع شده‌است.

## نگارخانه

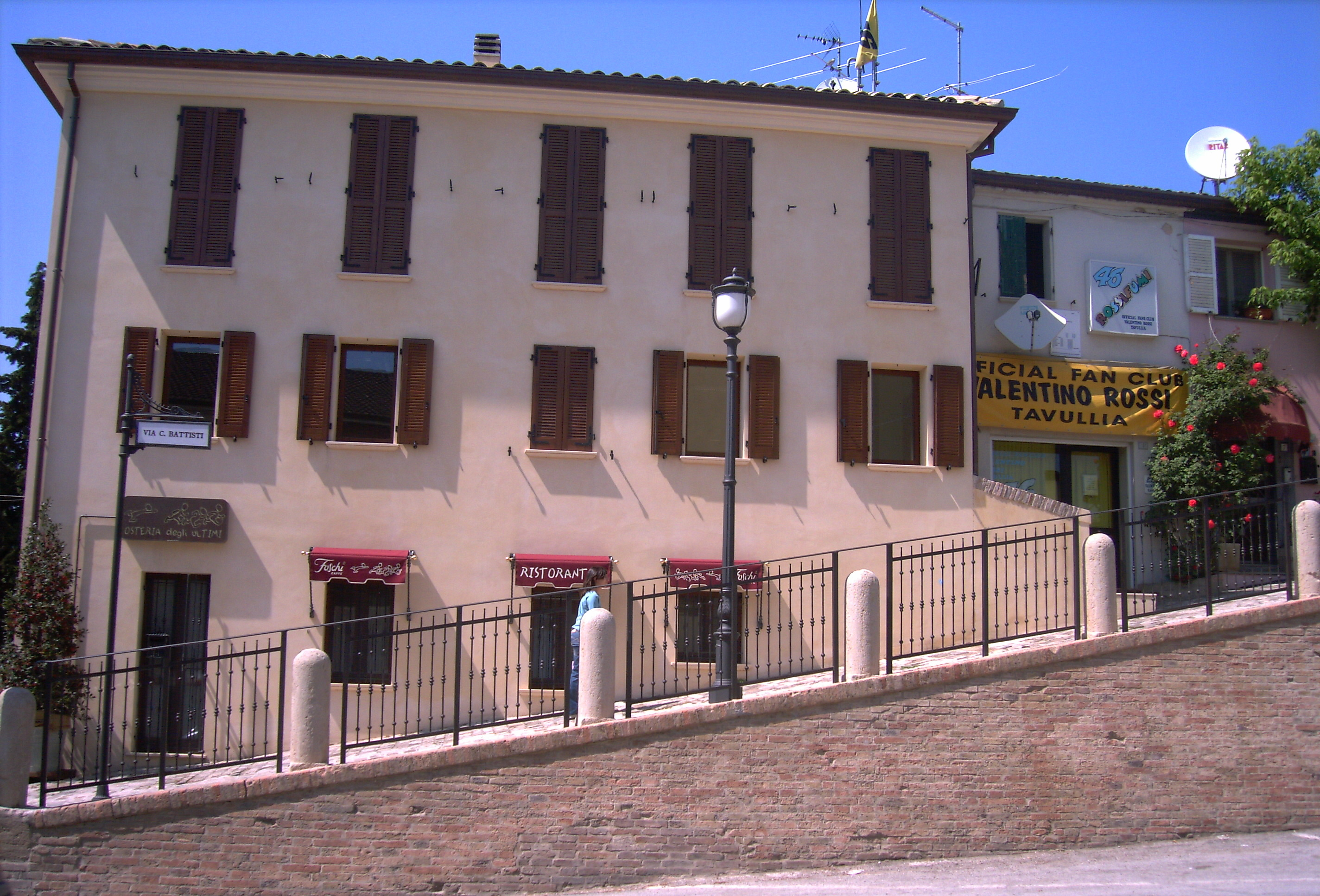
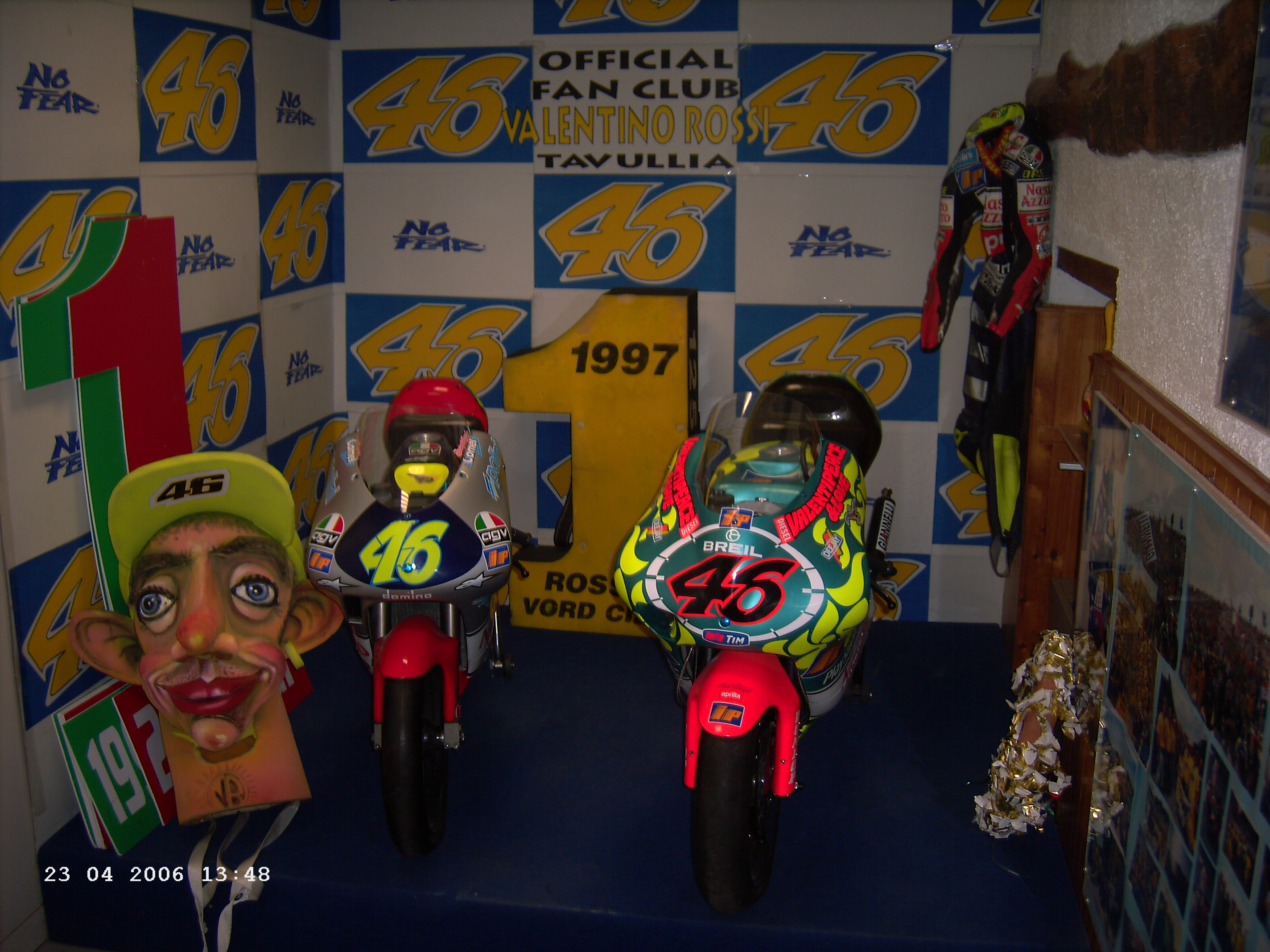